# 莊爵安
莊爵安（1963年10月—2022年7月14日），為國立中正大學勞工關係學系碩士畢業，曾擔任全國產業總工會第五-六屆理事長、台灣石油工會理事長、國際化學能源暨礦業工會（ICEM）世界副主席、全球產業總工會（IndustriALL）執行委員。
2016年5月1日，2016年五一大遊行從民主進步黨中央黨部前出發，行經立法院，終點走到凱達格蘭大道，在民進黨總統當選人蔡英文就任總統前夕，針對性意味濃厚。擔任遊行總領隊的莊爵安表示，此次遊行不僅要總結批評馬英九政府的勞工政策，更要嚴厲監督蔡英文政府。莊爵安抨擊蔡英文「從元月16日當選至今，講說要看各行各業，但是到目前為止還沒看過勞工團體」，並帶頭高喊「勞工沒人疼，只有自己拚」。莊爵安批評，民進黨陳水扁政府執政時期，七年也只調過一次基本工資；如果蔡英文政府要調漲基本工資，不用如蔡英文所說要制定「最低工資法」，馬上就可以召開「基本工資審議委員會」提升基本工資到新臺幣26,000元。至於年金改革，莊爵安則說，民進黨與中國國民黨過去都喊了很多口號，但這兩大黨提出的年金改革都是「繳多、領少、延後退休」，勞工不會接受。
2016年6月8日，莊爵安任職國家年金改革委員會委員，立場為：「勞保年金大家都有危機感，怕領不到，應該修法，由政府負最終責任，並撥補之前的積欠每年約新臺幣200億元，至於詳細金額，政府依據財務來試算才對。政府應該要重新試算勞保年金，而不是一直恐嚇勞工要破產，這樣於事無補。費率現在逐年增加0.5到3％，是不是要多繳？所得替代率是不是要跟著提高？大家來談怎樣才合理，逐年調整。」
2017年5月1日，莊爵安擔任2017五一大遊行總領隊，他表示，蔡英文政府執政將滿一週年，勞工相關政策與立法皆偏袒資本家，例如一例一休、硬砍勞工七天國定假日。
2022年7月14日因罹患血癌，雖進行骨髓移植手術，但狀況未改善，於7月15日凌晨2時54分在台大醫院病逝，享年59歲。

## 外部連結
- 總統府國家年金改革委員會-委員名單 （页面存档备份，存于）